# Història de Josep el fuster
La Història de Josep el fuster és un text apòcrif que ens ha arribat en llengua copta (en els dialectes bohàiric i sahídic) i en llengua àrab, encara que probablement va ser redactat inicialment en grec entre els segles IV i VI. Es considera un dels evangelis apòcrifs i forma part dels que s'han anomenat «evangelis de la infància» de Jesús, ja que té uns capítols sobre aquest tema. El text, com que la versió en àrab va ser bastant coneguda, s'anomena de vegades Història àrab de Josep el fuster.

## Contingut
La Història s'assembla a una homilia litúrgica. El marc és un parlament de Jesús quan es trobava al Mont de les Oliveres amb els seus deixebles i els va explicar la vida de Josep de Natzaret, el seu pare. Els capítols 1-11 són una reelaboració d'altres textos sobre la infància de Jesús, sobretot del Protoevangeli de Jaume i també de l'Evangeli del Pseudo-Tomàs. Després segueix explicant el primer matrimoni de Josep, del qual va tenir quatre fills i dues filles, i el casament posterior amb Maria, la mare de Jesús. La part central del text, dels capítols 12 al 29, és la més original, i tracta de la malaltia, la mort i l'enterrament de Josep. La mort ocupa una part substancial del text, on Josep pronuncia una oració, s'inclouen les seves últimes paraules i se li apareixen els arcàngels Gabriel i Miquel.
No hi ha cap constància de la seva autoria. El pròleg de la Història diu:
| « | Els apòstols […] van conservar aquestes paraules, les van posar per escrit i les van deixar a la biblioteca de Jerusalem. | » |